# KNVB Beker 1949/50
Het seizoen 1949/50 van de KNVB Beker was de 39e editie van de Nederlandse voetbalcompetitie georganiseerd door de Koninklijke Nederlandse Voetbalbond met als inzet de KNVB Beker. PSV werd winnaar door in de finale Haarlem te verslaan.
Voor PSV was het de eerste keer dat de nationale beker werd gewonnen. Haarlem had het toernooi in 1902 en 1912 al eens gewonnen, maar stond voor het eerst sinds 1914 in de finale. PSV schakelde op weg naar de finale Steenbergen, Groene Ster, MVV, EDO, Juliana en Excelsior uit. Tegen Groene Ster en MVV speelde PSV gelijk, maar bekerde het als uitspelende ploeg door. De halve finale tegen Excelsior werd gespeeld op neutraal terrein, het veld van NAC in Breda.
Haarlem schakelde in de vijfde ronde Feijenoord uit, door in Rotterdam met 9-1 te winnen. Dit is de grootste thuisnederlaag van Feijenoord ooit.
In de finale versloeg PSV Haarlem met 4-3. Het duel werd op 24 juni 1950 gespeeld in Stadion Feijenoord in Rotterdam. Nadat de bekerfinales in 1948 en 1949 na negentig minuten in een gelijkspel waren geëindigd, waarna de beslissing nogal onbevredigend via strafschoppen viel, had de KNVB besloten dat de winnaar niet (direct) door strafschoppen mocht worden bepaald. Nieuw was dan ook de verlenging van de finale. Omdat PSV'er Jan Bijen daarin als enige scoorde, kwam het niet tot een replay.
Vanwege de weinige belangstelling van het publiek en geringe motivatie bij de clubs besloot de KNVB de bekercompetitie vanaf jaargang 1950/51 te schrappen. Pas in seizoen 1956/57 werd het Nederlandse bekertoernooi nieuw leven ingeblazen en loste Fortuna '54 na zeven jaar PSV af als regerend bekerkampioen.

## 1e ronde
| Datum            | Wedstrijd                        | Uitslag    | Scoreverloop |
| ---------------- | -------------------------------- | ---------- | ------------ |
| 20 november 1949 | ADE – BPC                        | 4 – 2      |              |
|                  | Akkrum – De Wilper Boys          | 5 – 3      |              |
| 20 november 1949 | Alblasserdam – Schiedam          | 1 – 4      |              |
| 23 oktober 1949  | Alexandria – Nijmeegse Boys      | 5 – 4      |              |
| 23 oktober 1949  | America – Gennep                 | 0 – 4      |              |
| 23 oktober 1949  | Amersfoortse Boys – LVV          | 4 – 1      |              |
| 23 oktober 1949  | Ammerstolse SV – DHL             | 0 – 2      |              |
| 20 november 1949 | ASC – Germinal*                  | 1 – 1      |              |
|                  | ASV                              | Vrijgeloot |              |
| 20 november 1949 | ASVK – De Stichtse               | 0 – 5      |              |
| 23 oktober 1949  | ASVO – Luctor et Emergo          | 8 – 1      |              |
| 23 oktober 1949  | AVA – Oring                      | 6 – 2      |              |
| 23 oktober 1949  | Avanti – Dedemsvaart             | 1 – 2      |              |
| 23 oktober 1949  | Babberich – Zetten               | 3 – 0      |              |
| 23 oktober 1949  | Barneveld – RUC                  | 1 – 4      |              |
| 23 oktober 1949  | Berdos – EHS                     | 1 – 4      |              |
| 23 oktober 1949  | Berg – Vrusschemig               | 2 – 1      |              |
| 23 oktober 1949  | Biervliet – Gastels SC           | 3 – 1      |              |
| 23 oktober 1949  | Bodegraven – Gouderak            | 0 – 5      |              |
| 23 oktober 1949  | Bolnes – St. Lodewijk            | 2 – 3      |              |
| 23 oktober 1949  | Brederodes – SEC*                | 4 – 4      |              |
| 20 november 1949 | BSM – KRVC                       | 0 – 2      |              |
| 20 november 1949 | Celeritas – Maasstraat*          | 3 – 3      |              |
| 23 oktober 1949  | CSV – BKC                        | 1 – 3      |              |
| 23 oktober 1949  | DCO – 's Graveland*              | 1 – 1      |              |
| 23 oktober 1949  | De Bataven – Voorst              | 1 – 0      |              |
| 23 oktober 1949  | De Gazelle – Reünie              | 3 – 4      |              |
| 20 november 1949 | De Germaan – Quick (Amersfoort)* | 1 – 1      |              |
| 23 oktober 1949  | De Pionier – RCZ                 | 3 – 2      |              |
| 20 november 1949 | De Rijp – Madjoe                 | 1 – 3      |              |
| 23 oktober 1949  | De Schutters – EMM*              | 1 – 1      |              |
| 23 oktober 1949  | De Tubanters – Rietvogels        | 2 – 0      |              |
| 23 oktober 1949  | De Zebra's – Wilskracht          | 5 – 0**    |              |
| 23 oktober 1949  | De Zweef – Vaassen               | 4 – 2      |              |
| 23 oktober 1949  | DEH – DINDUA                     | 5 – 0**    |              |
| 20 november 1949 | Delft – Naaldwijk                | 4 – 3      |              |
| 23 oktober 1949  | Dinxperlo – Uchta                | 3 – 5      |              |
| 20 november 1949 | DOCOS – Kranenburg               | 4 – 3      |              |
| 20 november 1949 | Donar – Zaanlandia               | 3 – 0      |              |
| 20 november 1949 | DONK – Woerden                   | 1 – 0      |              |
| 23 oktober 1949  | DOS '19 – Olst*                  | 3 – 3      |              |
| 23 oktober 1949  | Dosko '32 – PCP                  | 1 – 5      |              |
| 23 oktober 1949  | Driel – WVW                      | 5 – 3      |              |
| 20 november 1949 | DRZ – Hellevoetsluis             | 2 – 3      |              |
| 23 oktober 1949  | DSO – Hillegom                   | 0 – 5**    |              |
| 20 november 1949 | DSS – SDC                        | 2 – 1      |              |
|                  | DTO '39 – Zwolle                 | 5 – 0**    |              |
| 20 november 1949 | DVAV – Schellingwoude            | 7 – 1      |              |
| 23 oktober 1949  | EFC – Groen Wit                  | 3 – 1      |              |
| 20 november 1949 | Energia – LOC*                   | 0 – 0      |              |
|                  | Florissant – Flakkee             | 1 – 5      |              |
|                  | Fokke – De Zouaven               | 2 – 3      |              |
| 23 oktober 1949  | Gemert – VCH                     | 3 – 0      |              |
| 23 oktober 1949  | Gendringen – Brummense Boys      | 5 – 0**    |              |
| 23 oktober 1949  | VVG – Gieten                     | 0 – 2      |              |
| 20 november 1949 | Grasshoppers – Purmerend         | 4 – 2      |              |
| 23 oktober 1949  | Grol – PH                        | 2 – 1      |              |
| 23 oktober 1949  | Haastrecht – Lekkerkerk          | 5 – 1      |              |
| 23 oktober 1949  | Hardinxveld – SFC                | 4 – 3      |              |
| 23 oktober 1949  | Hatert – Apeldoornsche Boys      | 2 – 0      |              |
| 20 november 1949 | HDV – Waddinxveen*               | 2 – 2      |              |
| 23 oktober 1949  | Hector – La Première             | 0 – 4      |              |
| 23 oktober 1949  | Heerde – Wilhelminaschool        | 6 – 2      |              |
| 23 oktober 1949  | Heerderweg – RKVVH*              | 3 – 3      |              |
| 23 oktober 1949  | Heiligerlee – Oosterwolde        | 3 – 2      |              |
| 23 oktober 1949  | Helden – RESIA                   | 2 – 1      |              |
| 23 oktober 1949  | Hoeven – Robur                   | 2 – 0      |              |
| 23 oktober 1949  | Hoogkerk – Leek                  | 5 – 1      |              |
| 23 oktober 1949  | HSV – Sloterdijk                 | 0 – 3      |              |
| 23 oktober 1949  | Hulst – De Patrijzen             | 2 – 3      |              |
| 23 oktober 1949  | Ierseke – RVS '50                | 3 – 0      |              |
| 23 oktober 1949  | JSV – Utrecht                    | 4 – 3      |              |
| 23 oktober 1949  | JVC '31 – OSS '20                | 1 – 4      |              |
| 20 november 1949 | KBV – Animo                      | 3 – 2      |              |
| 23 oktober 1949  | LDWS – Belvedère                 | 3 – 1      |              |
| 23 oktober 1949  | Leones – Oosseld                 | 1 – 3      |              |
| 23 oktober 1949  | Leonidas W – DVO                 | 0 – 3      |              |
| 20 november 1949 | Lijnden – HEDW                   | 4 – 1      |              |
| 13 november 1949 | Lisse – Rijswijk                 | 4 – 2      |              |
| 23 oktober 1949  | Maliskamp – Nuenen               | 7 – 2      |              |
| 23 oktober 1949  | Martinit – RAVA                  | 4 – 3      |              |
| 23 oktober 1949  | Merwesteijn – SIOD               | 1 – 2      |              |
| 23 oktober 1949  | Meterik – HRC '27                | 5 – 1      |              |
| 23 oktober 1949  | Mierlo – Constantia              | 5 – 1      |              |
| 23 oktober 1949  | Millingen – AVW                  | 2 – 0      |              |
| 20 november 1949 | Monnikendam – Meervogels*        | 3 – 3      |              |
| 20 november 1949 | NAS – SCA                        | 3 – 0      |              |
| 20 november 1949 | Nieuwe Niedorp – ZRC             | 2 – 4      |              |
| 23 oktober 1949  | NSV – IJzendijke*                | 4 – 4      |              |
| 23 oktober 1949  | Oisterwijk – Bergeijk            | 0 – 2      |              |
| 23 oktober 1949  | OLIVEO – HION                    | 1 – 10     |              |
| 20 november 1949 | Ontwaakt – Assendelft*           | 0 – 0      |              |
| 20 november 1949 | Onze Gezellen – SDO              | 5 – 1      |              |
| 23 oktober 1949  | Oosterbeekse Boys – Jonge Kracht | 1 – 4      |              |
|                  | OSS – Dirksland*                 | 1 – 1      |              |
| 23 oktober 1949  | Oudesluis – EVC                  | 1 – 3      |              |
| 23 oktober 1949  | OVV – Aeolus                     | 1 – 2      |              |
| 23 oktober 1949  | PFC – Puttershoek                | 1 – 0      |              |
| 23 oktober 1949  | PJC – Erica                      | 5 – 0      |              |
| 23 oktober 1949  | Poortugaal – BEC                 | 1 – 4      |              |
| 20 november 1949 | Purmersteijn – West-Friezen      | 1 – 0      |              |
| 20 november 1949 | PVC – Olympia '25                | 4 – 1      |              |
| 23 oktober 1949  | Raamsdonk – Velocitas '31        | 3 – 2      |              |
| 20 november 1949 | Randers – VVZ                    | 2 – 0      |              |
| 23 oktober 1949  | RDM – Oud-Beijerland             | 4 – 2      |              |
| 23 oktober 1949  | Right-Oh – Berghem Sport         | 2 – 7      |              |
| 20 november 1949 | Rivalen – NEA                    | 4 – 2      |              |
| 23 oktober 1949  | RKAFC – NFC*                     | 3 – 3      |              |
| 23 oktober 1949  | RKHSC – ROHDA                    | 2 – 5      |              |
| 23 oktober 1949  | RKTSV – RKASV                    | 4 – 1      |              |
| 20 november 1949 | RODI – TIW                       | 1 – 3      |              |
| 23 oktober 1949  | Rood-Wit-Blauw – Bavos           | 4 – 3      |              |
| 23 oktober 1949  | Rouwkoop – DDC                   | 4 – 2      |              |
| 23 oktober 1949  | 's Gravenzande – NHS             | 4 – 0      |              |
| 23 oktober 1949  | Saestum – Kampong                | 0 – 2      |              |
| 23 oktober 1949  | SC Grave – EWC*                  | 3 – 3      |              |
| 23 oktober 1949  | SCD '33 – Trekvogels C           | 5 – 1      |              |
| 23 oktober 1949  | Schinnen – Walram                | 2 – 0      |              |
| 20 november 1949 | SDZ – ETO                        | 1 – 2      |              |
| 23 oktober 1949  | SLTO – WSV '30                   | 0 – 4      |              |
| 23 oktober 1949  | SMV – PDK                        | 3 – 1      |              |
| 20 november 1949 | SNA – Andijk                     | 1 – 3      |              |
| 23 oktober 1949  | Sparta '25 – Quick Boys '31      | 4 – 3      |              |
| 23 oktober 1949  | Spero – Activia*                 | 3 – 3      |              |
| 23 oktober 1949  | SSW – Archipel*                  | 1 – 1      |              |
| 20 november 1949 | St. Pancratius – Oranje-Zwart    | 0 – 2      |              |
| 23 oktober 1949  | Steeds Volharden – Hillegersberg | 0 – 2      |              |
| 23 oktober 1949  | Stolwijk – RCD                   | 3 – 1      |              |
| 23 oktober 1949  | SVG – VOAB                       | 1 – 2      |              |
| 23 oktober 1949  | SVS – White Star                 | 4 – 1      |              |
| 23 oktober 1949  | SVVM – RKSVB*                    | 1 – 1      |              |
| 23 oktober 1949  | Swalmen – Eijsden                | 3 – 2      |              |
| 20 november 1949 | Swift – Victoria*                | 3 – 3      |              |
| 23 oktober 1949  | TAC – Waspik                     | 3 – 4      |              |
| 23 oktober 1949  | Taxandria – WSJ                  | 7 – 1      |              |
| 23 oktober 1949  | Teijlingen – BTC                 | 4 – 1      |              |
| 23 oktober 1949  | Terheijden – Reusel Sport        | 1 – 4      |              |
| 23 oktober 1949  | Texel – Bergen                   | 3 – 0      |              |
| 23 oktober 1949  | THB – DRC                        | 0 – 1      |              |
| 23 oktober 1949  | The Victory – Maarssen*          | 3 – 3      |              |
| 23 oktober 1949  | Tijnje – RES                     | 2 – 1      |              |
| 23 oktober 1949  | UNA – Broekhoven                 | 2 – 1      |              |
| 23 oktober 1949  | Union – RKPSC*                   | 2 – 2      |              |
| 23 oktober 1949  | Vaesrade – Born                  | 6 – 1      |              |
| 20 november 1949 | VDV – VND*                       | 2 – 2      |              |
| 23 oktober 1949  | VEP – SJC                        | 2 – 3      |              |
| 23 oktober 1949  | Vlijmense Boys – Advendo         | 1 – 3      |              |
| 23 oktober 1949  | VOGEL – Excelsior '20            | 1 – 3      |              |
| 23 oktober 1949  | Volharding – ELI                 | 4 – 2      |              |
| 20 november 1949 | Voorburg – Alphia                | 4 – 0      |              |
| 23 oktober 1949  | Vrone – St. George               | 1 – 8      |              |
| 20 november 1949 | VVD – RKAVIC                     | 0 – 4      |              |
| 23 oktober 1949  | VVOG – GVV                       | 8 – 6      |              |
| 20 november 1949 | VVP – Lugdunum                   | 1 – 6      |              |
| 23 oktober 1949  | VVSB – Spoorwegen                | 2 – 4      |              |
| 23 oktober 1949  | VVY – Nautilus                   | 0 – 5**    |              |
| 23 oktober 1949  | Wanssum – Thorn                  | 3 – 8      |              |
| 20 november 1949 | Watervogels – ZAP*               | 2 – 2      |              |
| 23 oktober 1949  | Were Di – LEW                    | 1 – 4      |              |
| 23 oktober 1949  | Wildervank – Valthermond         | 3 – 0      |              |
| 20 november 1949 | Wilhelmus – DVC                  | 5 – 0      |              |
| 23 oktober 1949  | Wit-Rood-Wit – Geluksvogels      | 4 – 1      |              |
| 23 oktober 1949  | Worth Rheden – Blauw Wit H*      | 3 – 3      |              |
| 20 november 1949 | IJ-boys – Jan Hanzenkwartier     | 3 – 1      |              |
| 20 november 1949 | Zeester – Loppersum              | 4 – 3      |              |
| 23 oktober 1949  | Zuidhorn – Bergum                | 7 – 1      |              |
| 20 november 1949 | Zwaluwen Vooruit – Voorwaarts    | 4 – 3      |              |
| 23 oktober 1949  | Zwervers – DHS                   | 3 – 4      |              |

## 2e ronde
| Datum            | Wedstrijd                        | Uitslag    | Scoreverloop |
| ---------------- | -------------------------------- | ---------- | ------------ |
| 12 februari 1950 | Aalsmeer – 's Graveland          | 2 – 1      |              |
| 12 februari 1950 | Aalten – DTO '39                 | 3 – 2      |              |
| 12 februari 1950 | Activia – Grol                   | 2 – 1      |              |
| 5 maart 1950     | ADE – Zwaluwen Vooruit           | 2 – 0      |              |
| 5 maart 1950     | Akkrum – Jubbega                 | 2 – 3      |              |
| 12 februari 1950 | Allen Weerbaar – KBV*            | 2 – 2      |              |
| 12 februari 1950 | Almelo – De Tubanters*           | 1 – 1      |              |
| 5 maart 1950     | Always Forward – DTS             | 3 – 5      |              |
| 12 februari 1950 | Amersfoortse Boys – Victoria     | 4 – 1      |              |
| 12 februari 1950 | Andijk – Succes                  | 5 – 1      |              |
| 12 februari 1950 | APWC – DIO                       | 1 – 6      |              |
| 12 februari 1950 | ASV – Velsen                     | 4 – 6      |              |
| 5 maart 1950     | ASVO – Helios D                  | 2 – 3      |              |
| 12 februari 1950 | Baardwijk – BSC                  | 2 – 0      |              |
| 12 februari 1950 | Baarn – ZVV                      | 3 – 1      |              |
| 12 februari 1950 | Babberich – Silvolde             | 2 – 5      |              |
| 5 maart 1950     | Bato – Bellingwolde              | 4 – 3      |              |
| 5 maart 1950     | BEC – Zwijndrecht                | 0 – 2      |              |
| 12 februari 1950 | Belfeldia – Meterik              | 4 – 1      |              |
| 12 februari 1950 | Bergeijk – St. Michielsgestel    | 0 – 3      |              |
| 12 februari 1950 | Best Vooruit – Tongelre          | 1 – 0      |              |
| 12 februari 1950 | Beverwijk – De Zouaven*          | 2 – 2      |              |
| 12 februari 1950 | Biervliet – Axel                 | 6 – 1      |              |
| 12 februari 1950 | BKC – Alkmaarsche Boys*          | 2 – 2      |              |
| 5 maart 1950     | Blauw Wit H – VVO                | 0 – 3      |              |
| 12 februari 1950 | Bloemendaal – Zilvermeeuwen      | 2 – 3      |              |
|                  | Boeimeer                         | Vrijgeloot |              |
| 12 februari 1950 | Boxtel – Maliskamp               | 7 – 0      |              |
| 12 februari 1950 | Bredania – Nieuw Borgvliet       | 3 – 1      |              |
| 12 februari 1950 | BVC – RKVVA                      | 1 – 3      |              |
| 12 februari 1950 | Caesar – Obbicht*                | 3 – 3      |              |
| 12 februari 1950 | CDN – Schoten                    | 5 – 1      |              |
| 12 februari 1950 | CEC – AVA                        | 5 – 1      |              |
| 12 februari 1950 | Corn Boys – De Patrijzen         | 5 – 0**    |              |
| 12 februari 1950 | Daventria – Roombeek             | 0 – 1      |              |
| 12 februari 1950 | DCG – Rivalen                    | 2 – 1      |              |
| 5 maart 1950     | De Bataven – De Treffers         | 1 – 6      |              |
| 5 maart 1950     | De Meer – SDW*                   | 2 – 2      |              |
| 12 februari 1950 | De Pionier – Quick (Amersfoort)  | 5 – 3      |              |
| 12 februari 1950 | De Postduiven – RVC*             | 1 – 1      |              |
| 12 februari 1950 | De Ster – SVN                    | 2 – 1      |              |
| 12 februari 1950 | De Stichtse – LOC*               | 1 – 1      |              |
| 12 februari 1950 | De Zebra's – Zeist               | 2 – 1      |              |
| 12 februari 1950 | De Zweef – Quick '20*            | 3 – 3      |              |
| 12 februari 1950 | DEC – DEM                        | 2 – 3      |              |
| 12 februari 1950 | Dedemsvaart – VOGIDO             | 1 – 3      |              |
| 12 februari 1950 | DEH – Moordrecht                 | 2 – 7      |              |
| 5 maart 1950     | Delft – Blauw Zwart*             | 2 – 2      |              |
| 12 februari 1950 | Deurne – OJC*                    | 1 – 1      |              |
| 12 februari 1950 | DHS – St. Lodewijk               | 4 – 2      |              |
| 12 februari 1950 | Dierensche Boys – RKHVV          | 2 – 0      |              |
| 12 februari 1950 | Dirksland – Hillesluis           | 1 – 0      |              |
| 12 februari 1950 | DOCOS – GDA                      | 3 – 5      |              |
| 5 maart 1950     | Doetinchem – Oosseld             | 5 – 2      |              |
| 12 februari 1950 | Donar – Hilversum                | 0 – 1      |              |
|                  | Dongen – ADVENDO*                | 4 – 4      |              |
| 12 februari 1950 | Drachten – Zeester               | 4 – 2      |              |
| 12 februari 1950 | Dubbeldam – Fluks                | 3 – 0      |              |
| 12 februari 1950 | DVAV – ETO                       | 2 – 0      |              |
| 5 maart 1950     | DWSV – JOS                       | 0 – 2      |              |
| 12 februari 1950 | EFC – Bladella                   | 3 – 2      |              |
| 12 februari 1950 | Epe – GFC*                       | 2 – 2      |              |
| 12 februari 1950 | EVV – SC Irene                   | 1 – 4      |              |
| 12 februari 1950 | EWC – Tiglia                     | 1 – 3      |              |
| 5 maart 1950     | FCK – FCM*                       | 0 – 0      |              |
| 12 februari 1950 | Fortitudo – Maarssen             | 3 – 1      |              |
| 5 maart 1950     | FVV – BNC*                       | 2 – 2      |              |
| 12 februari 1950 | Geldrop – LEW                    | 4 – 1      |              |
| 5 maart 1950     | Gendringen – Oosterbeek          | 3 – 1      |              |
| 5 maart 1950     | Gennep – Boxmeer                 | 2 – 1      |              |
| 12 februari 1950 | Germinal – HOV                   | 1 – 0      |              |
| 12 februari 1950 | Gieten – Zuidhorn                | 1 – 2      |              |
| 12 februari 1950 | Grasshoppers – EHS               | 6 – 3      |              |
| 12 februari 1950 | Gudok – Waspik                   | 1 – 0      |              |
| 12 februari 1950 | GVO – WSV '30*                   | 0 – 0      |              |
| 5 maart 1950     | Haarsteeg – Reusel Sport         | 1 – 2      |              |
| 5 maart 1950     | Haaksbergen – Victoria Boys*     | 1 – 1      |              |
| 5 maart 1950     | Haastrecht – Aeolus              | 6 – 1      |              |
| 5 maart 1950     | Halfweg – BFC                    | 3 – 1      |              |
| 5 maart 1950     | Hardinxveld – Olympia            | 2 – 1      |              |
| 12 februari 1950 | Hatert – AWC*                    | 1 – 1      |              |
| 12 februari 1950 | Hattem – ROHDA                   | 5 – 0      |              |
| 12 februari 1950 | Heer – Nieuw Einde               | 1 – 2      |              |
| 5 maart 1950     | Heerde – GOLTO                   | 1 – 0      |              |
| 12 februari 1950 | Heiligerlee – THOS*              | 0 – 0      |              |
| 12 februari 1950 | Helder – Texel                   | 1 – 1      |              |
| 12 februari 1950 | Hellevoetsluis – VND             | 2 – 3      |              |
| 12 februari 1950 | Helpman – STA                    | 5 – 2      |              |
| 12 februari 1950 | HFC – DHZ                        | 6 – 1      |              |
| 12 februari 1950 | Hillegersberg – Gouderak         | 1 – 2      |              |
| 12 februari 1950 | Hillegom – Alphen                | 1 – 2      |              |
| 12 februari 1950 | Hillinen – EDS                   | 3 – 2      |              |
| 5 maart 1950     | Hoek van Holland – Excelsior '20 | 3 – 2      |              |
| 12 februari 1950 | Hoeven – RCS                     | 0 – 4      |              |
| 12 februari 1950 | Holland – RUC                    | 2 – 0      |              |
| 12 februari 1950 | Hollandia – OFC                  | 1 – 0      |              |
| 12 februari 1950 | Houtigehage – Roden              | 5 – 0      |              |
| 12 februari 1950 | HZC – Freno                      | 5 – 1      |              |
| 12 februari 1950 | IJzendijke – Middelburg          | 1 – 4      |              |
| 12 februari 1950 | IVV – Zandvoortmeeuwen           | 3 – 1      |              |
| 12 februari 1950 | Jonge Kracht – RVW*              | 2 – 2      |              |
| 12 februari 1950 | JSV – VVOG                       | 0 – 4      |              |
| 12 februari 1950 | Kampong – Oranje-Zwart           | 1 – 0      |              |
| 12 februari 1950 | KEV – SVS                        | 4 – 1      |              |
| 5 maart 1950     | KHC – LONGA '30                  | 4 – 0      |              |
| 12 februari 1950 | Kinheim – EVC                    | 4 – 2      |              |
| 12 februari 1950 | KVV – Vitesse '22                | 1 – 2      |              |
| 5 maart 1950     | LDWS – GSV*                      | 1 – 1      |              |
| 12 februari 1950 | Leonidas – SMV                   | 0 – 2      |              |
| 12 februari 1950 | Linne – FCV*                     | 4 – 4      |              |
| 12 februari 1950 | Lisse – Martinit                 | 2 – 4      |              |
| 12 februari 1950 | Lochem – La Première             | 0 – 3      |              |
|                  | Losser – Wierden*                | 2 – 2      |              |
| 12 februari 1950 | Lugdunum – Maasstraat            | 3 – 4      |              |
| 12 februari 1950 | Madjoe – De Kennemers            | 0 – 3      |              |
| 12 februari 1950 | Meervogels – HBC                 | 1 – 4      |              |
| 12 februari 1950 | Mierlo – Rood Wit V              | 1 – 2      |              |
| 5 maart 1950     | Millingen – Eendracht            | 1 – 3      |              |
| 12 februari 1950 | Minor – DVO                      | 10 – 0     |              |
| 12 februari 1950 | MSC – Olyphia                    | 6 – 2      |              |
| 12 februari 1950 | MULO – Hieronymus                | 4 – 0      |              |
| 12 februari 1950 | Musselkanaal – Hellas            | 5 – 3      |              |
| 5 maart 1950     | MVV '18 – Oost Arnhemsche Boys*  | 0 – 0      |              |
| 12 februari 1950 | Nautilus – HMS                   | 1 – 0      |              |
| 12 februari 1950 | Neptunia – Wildervank            | 3 – 2      |              |
| 5 maart 1950     | NFC – ZSGO*                      | 0 – 0      |              |
| 5 maart 1950     | Nijmegen – Driel                 | 7 – 2      |              |
| 12 februari 1950 | Noordpool – Hoogkerk             | 3 – 4      |              |
| 12 februari 1950 | Olst – Reünie                    | 6 – 1      |              |
| 5 maart 1950     | ONA – Spoorwegen                 | 6 – 1      |              |
| 12 februari 1950 | Ons Vios – METO                  | 5 – 0      |              |
| 12 februari 1950 | Onze Gezellen – DRC              | 2 – 5      |              |
| 12 februari 1950 | Oss '20 – WVVZ                   | 0 – 1      |              |
| 12 februari 1950 | Panningen – Thorn                | 1 – 2      |              |
| 5 maart 1950     | Papendrecht – RDM                | 4 – 3      |              |
| 12 februari 1950 | PCP – SCO                        | 2 – 4      |              |
| 12 februari 1950 | Peize – GAVC                     | 2 – 0      |              |
| 12 februari 1950 | PFC – HION*                      | 3 – 3      |              |
| 12 februari 1950 | PJC – Meeden                     | 2 – 1      |              |
| 12 februari 1950 | Purmersteijn – OVVO              | 2 – 5      |              |
| 12 februari 1950 | PVC – DSS                        | 0 – 3      |              |
|                  | Raamsdonk – RKFC                 | 5 – 2      |              |
| 12 februari 1950 | RIOS – IVO                       | 5 – 0      |              |
| 12 februari 1950 | RKAVIC – APGS                    | 2 – 1      |              |
| 12 februari 1950 | RKAVV – DCL                      | 1 – 2      |              |
|                  | RKBSV – Kolonia                  | 6 – 2      |              |
| 12 februari 1950 | RKDEV – Volharding*              | 1 – 1      |              |
| 12 februari 1950 | RKPSC – SCD '33                  | 1 – 3      |              |
| 5 maart 1950     | RKTSV – Berg                     | 3 – 2      |              |
| 12 februari 1950 | RKVVH – IVS                      | 2 – 1      |              |
|                  | RODA – Alexandria                | 3 – 5      |              |
| 12 februari 1950 | Roodenburg – Laakkwartier*       | 2 – 2      |              |
| 12 februari 1950 | Rood-Wit-Blauw – MOC '39         | 2 – 5      |              |
| 12 februari 1950 | Roosendaal – VOAB                | 4 – 2      |              |
| 12 februari 1950 | Rouwkoop – SJC                   | 0 – 6      |              |
| 12 februari 1950 | 's Gravenzande – FSV Pretoria    | 1 – 6      |              |
|                  | Sportclub Dieren                 | Vrijgeloot |              |
| 12 februari 1950 | SCB – Tivoli                     | 5 – 2      |              |
| 12 februari 1950 | Schagen – Randers*               | 2 – 2      |              |
| 12 februari 1950 | Schiedam – DHL                   | 2 – 1      |              |
| 12 februari 1950 | Schinnen – Zwart Wit '19         | 5 – 2      |              |
| 12 februari 1950 | Schoonhoven – VOC                | 3 – 0      |              |
| 12 februari 1950 | SEC – Patria                     | 2 – 1      |              |
| 12 februari 1950 | Sevenum – Swalmen                | 3 – 1      |              |
| 12 februari 1950 | Slikkerveer – VCS                | 1 – 4      |              |
| 12 februari 1950 | Sloterdijk – ADO '20             | 3 – 2      |              |
| 5 maart 1950     | Sparta '25 – BSV '29*            | 3 – 3      |              |
| 12 februari 1950 | Spekholzerheide – Armada*        | 4 – 4      |              |
| 5 maart 1950     | Sportclub '25 – Lindenheuvel*    | 2 – 2      |              |
| 12 februari 1950 | St. George – HRC                 | 2 – 3      |              |
|                  | Stadskanaal – ZBC                | 4 – 2      |              |
|                  | Steenbergen – Gilze              | 1 – 0      |              |
| 5 maart 1950     | Stolwijk – De Musschen           | 2 – 3      |              |
| 12 februari 1950 | SVW – SIOD                       | 7 – 2      |              |
| 12 februari 1950 | Taxandria – VSV '34              | 2 – 0      |              |
| 12 februari 1950 | Teijlingen – Wilhelmus           | 1 – 0      |              |
| 12 februari 1950 | Terneuzen – EMM*                 | 1 – 1      |              |
| 12 februari 1950 | The Rising Hope – Archipel       | 3 – 0      |              |
| 12 februari 1950 | Tijnje – Lemmer                  | 0 – 4      |              |
| 12 februari 1950 | TIW – QSC                        | 2 – 5      |              |
| 12 februari 1950 | TONEGIDO – VIOS                  | 2 – 1      |              |
| 12 februari 1950 | TYBB – LFC                       | 1 – 2      |              |
| 5 maart 1950     | Uchta – CHRC                     | 0 – 2      |              |
| 5 maart 1950     | UDI – Gemert*                    | 2 – 2      |              |
| 12 februari 1950 | UNA – Berghem Sport              | 5 – 1      |              |
| 12 februari 1950 | Ursus – Flakkee                  | 6 – 1      |              |
| 12 februari 1950 | Vaesrade – Waubachse Boys        | 1 – 7      |              |
| 5 maart 1950     | Varsseveld – Zutphania           | 2 – 1      |              |
| 12 februari 1950 | Venlosche Boys – Helden*         | 1 – 1      |              |
|                  | Venray – Wit Zwart '32           | 1 – 3      |              |
| 12 februari 1950 | VFC – DONK                       | 4 – 1      |              |
| 12 februari 1950 | VKW – Hunsingo*                  | 1 – 1      |              |
| 12 februari 1950 | Voorburg – Cromvliet             | 4 – 3      |              |
| 5 maart 1950     | VTV – RKSVB                      | 5 – 3      |              |
| 12 februari 1950 | VVE – De Meteoor                 | 4 – 1      |              |
| 12 februari 1950 | VVG '25 – SCE                    | 5 – 1      |              |
| 12 februari 1950 | VVSN – SML                       | 0 – 3      |              |
| 12 februari 1950 | Waddinxveen – Spartaan '20*      | 1 – 1      |              |
| 12 februari 1950 | Warffum – De Vogels              | 3 – 1      |              |
| 12 februari 1950 | Wassenaar – KRVC*                | 1 – 1      |              |
| 12 februari 1950 | Wit-Rood-Wit – CKC               | 4 – 1      |              |
| 5 maart 1950     | Wittenhorst – Swift '36          | 0 – 1      |              |
| 12 februari 1950 | WMS – NAS                        | 2 – 4      |              |
| 12 februari 1950 | Woltersum – Asser Boys           | 2 – 1      |              |
| 5 maart 1950     | IJ-boys – Lijnden                | 2 – 0      |              |
| 12 februari 1950 | ZAP – Terrasvogels               | 2 – 1      |              |
| 12 februari 1950 | Zeelandia – Ierseke              | 6 – 0      |              |
| 12 februari 1950 | Zierikzee – SARTO                | 5 – 3      |              |
| 12 februari 1950 | ZRC – Assendelft                 | 1 – 6      |              |

## 3e ronde
| Datum         | Wedstrijd                       | Uitslag          | Scoreverloop |
| ------------- | ------------------------------- | ---------------- | ------------ |
|               | Aalsmeer – West-Frisia          | 0 – 5            |              |
|               | Aalten – Borne                  | 1 – 0            |              |
|               | Activia – ZAC                   | 1 – 0            |              |
|               | ADE – TOG                       | 0 – 2            |              |
|               | ADVENDO – UNA                   | 0 – 4            |              |
|               | AFC – Vitesse '22               | 1 – 2            |              |
|               | Alexandria – Rheden             | 5 – 0**          |              |
|               | Alphen – VFC                    | 5 – 0**          |              |
|               | Amersfoortse Boys – Velox       | 0 – 2            |              |
| 10 april 1950 | Armada – RKHBS                  | 0 – 4            |              |
|               | Arnhemsche Boys – AZC*          | 2 – 2            |              |
|               | AWC – UDI*                      | 2 – 2            |              |
|               | Bato – Germanicus               | 4 – 2            |              |
| 10 april 1950 | Belfeldia – Helmond*            | 2 – 2            |              |
|               | Biervliet – Internos            | 0 – 5**          |              |
|               | Black Boys – Appingedam         | 0 – 3            |              |
|               | Blauw Zwart – Wit-Rood-Wit      | 1 – 2            |              |
| 10 april 1950 | Blerick – MULO                  | 1 – 4            |              |
|               | Boeimeer – Zeelandia*           | 2 – 2            |              |
|               | Boxtel – Woensel*               | 2 – 2            |              |
|               | Bredania – Alliance             | 0 – 4            |              |
|               | CDN – Alcmaria Victrix*         | 2 – 2            |              |
|               | CEC – Hunsingo                  | 5 – 0**          |              |
| 10 april 1950 | Chevremont – Minor              | 3 – 1            |              |
|               | Coal – VUC*                     | 1 – 1            |              |
|               | DCG – HVC                       | 2 – 4            |              |
| 30 april 1950 | DCL – Teijlingen                | 3 – 0            |              |
|               | DCV – ODS*                      | 1 – 1            |              |
|               | De Kennemers – WFC              | 1 – 3            |              |
|               | De Musschen – GSV               | 5 – 0**          |              |
|               | De Pionier – Velsen             | 5 – 0**          |              |
|               | De Spartaan – LOC               | 5 – 0**          |              |
| 10 april 1950 | De Ster – Miranda               | 3 – 5            |              |
|               | De Treffers – VVG '25           | 4 – 3            |              |
|               | De Valk – Reusel Sport*         | 1 – 1            |              |
|               | De Zouaven – De Zebra's         | 4 – 2            |              |
|               | DESK – Best Vooruit             | 2 – 1            |              |
|               | DHC – Hillinen                  | 3 – 1            |              |
|               | Dierensche Boys – TEC           | 2 – 1            |              |
|               | DIO – IJ-boys                   | 5 – 3            |              |
|               | Dirksland – Emma                | 0 – 5**          |              |
|               | Doetinchem – Gelria             | 5 – 2            |              |
|               | DOSKO – Corn Boys*              | 3 – 3            |              |
|               | DRC – DSS*                      | 3 – 3            |              |
|               | DVAV – Kampong                  | 2 – 1            |              |
|               | Eendracht – Sportclub Dieren    | 6 – 3            |              |
|               | Eilermark – GFC*                | 2 – 2            |              |
|               | Elinkwijk – ZSGO                | 8 – 2            |              |
| 10 april 1950 | FCV – Roermond                  | 0 – 1            |              |
|               | Fortuna – Germinal              | 5 – 2            |              |
|               | FSV Pretoria – Overmaas         | 0 – 3            |              |
|               | FVC – Zuidbroek                 | 0 – 5**          |              |
|               | GDA – Papendrecht               | 4 – 3            |              |
|               | Geldrop – TOP*                  | 1 – 1            |              |
| 10 april 1950 | Geleen – Groene Ster            | 0 – 5**          |              |
|               | Gemert – De Spechten            | 2 – 1            |              |
|               | Gendringen – Ede*               | 1 – 1            |              |
|               | Gouda – DFC                     | 0 – 4            |              |
|               | GRC – Emmen                     | 0 – 2            |              |
|               | Gudok – RKC                     | 0 – 3            |              |
|               | Halfweg – VVE                   | 1 – 2            |              |
|               | Hattem – Phenix                 | 2 – 3            |              |
|               | Heksenberg – KEV                | 2 – 1            |              |
| 10 april 1950 | Helden – Wit-Zwart '32          | 4 – 0            |              |
|               | Helios D – Sallandia            | 4 – 1            |              |
|               | Helpman – Musselkanaal          | 1 – 7            |              |
|               | Hercules – HBC*                 | 2 – 2            |              |
|               | Hilversum – DWV*                | 1 – 1            |              |
|               | Hoek van Holland – UVS          | 5 – 0**          |              |
| 8 april 1950  | Hoensbroek – Standaard          | 1 – 2            |              |
|               | Hoogkerk – Oosterparkers        | 0 – 4            |              |
|               | HRC – SEC                       | 5 – 0**          |              |
|               | IVV – ZAP                       | 2 – 3            |              |
|               | KBV – JOS                       | 2 – 1            |              |
|               | KHC – Alcides                   | 6 – 0            |              |
| 10 april 1950 | Kimbria – Obbicht*              | 3 – 3            |              |
|               | La Première – Wierden           | 8 – 1            |              |
|               | Laakkwartier – Hardinxveld      | 3 – 1            |              |
|               | Laura – FCM                     | 0 – 5**          |              |
|               | Leerdam – Maasstraat            | 2 – 0            |              |
|               | Lemmer – BNC                    | 0 – 5**          |              |
|               | LFC – HFC                       | 5 – 0**          |              |
| 10 april 1950 | Lindenheuvel – RKONS            | 4 – 3            |              |
|               | Martinit – CVV*                 | 2 – 2            |              |
|               | Middelburg – Baronie            | 2 – 3            |              |
|               | Moordrecht – Dubbeldam          | 3 – 0            |              |
|               | MSC – LSC                       | 5 – 0**          |              |
|               | Muntendam – Steenwijk           | 0 – 1            |              |
|               | NAS – Assendelft                | 5 – 0**          |              |
|               | Nautilus – DEM*                 | 1 – 1            |              |
|               | Neptunia – WVVZ                 | 4 – 2            |              |
|               | Nicator – Woltersum             | 8 – 0            |              |
| 10 april 1950 | Nieuw Einde – VVH '16           | 4 – 7            |              |
|               | Nijmegen – Oost Arnhemsche Boys | 4 – 2            |              |
|               | OJC – Rood Wit W                | 5 – 0**          |              |
|               | Oldenzaal – Varsseveld          | 0 – 5**          |              |
|               | Olst – WVC                      | 2 – 1            |              |
|               | Ons Vios – Concordia SVD        | 2 – 1            |              |
|               | OSV – DTS                       | 2 – 3            |              |
|               | OVVO – Andijk                   | 5 – 0**          |              |
|               | PJC – Peize                     | 4 – 0            |              |
|               | QSC – Grasshoppers              | 3 – 0            |              |
|               | Raamsdonk – EBOH                | 1 – 4            |              |
|               | RAC – EFC                       | 4 – 2            |              |
|               | Randers – UVV                   | 1 – 3            |              |
|               | Rapiditas – Baarn               | 0 – 5**          |              |
|               | RCS – De Zeeuwen                | 1 – 0            |              |
|               | RFC – RVC                       | 7 – 2            |              |
|               | Rigtersbleek – VOGIDO           | 5 – 0            |              |
| 10 april 1950 | RKBSV – VTV                     | 6 – 3            |              |
|               | RKTVV – BSV '29                 | 3 – 2            |              |
|               | RKVVA – Fortitudo               | 2 – 1            |              |
|               | Robur et Velocitas – Heerde     | 4 – 0            |              |
|               | Rood Wit V – SCO                | 4 – 1            |              |
|               | Roombeek – Achilles '12         | 2 – 1            |              |
|               | Roosendaal – Hero               | 5 – 0**          |              |
|               | SCB – Schijndel                 | 3 – 1            |              |
|               | SCD '33 – RVW                   | 0 – 2            |              |
|               | Scheveningen – SVW              | 1 – 0            |              |
|               | Schiedam                        | Trekt zich terug |              |
| 10 april 1950 | Schinnen – Heerlen              | 1 – 6            |              |
|               | Schoonhoven – Gouderak          | 5 – 2            |              |
|               | SDW – Zaandijk                  | 1 – 0            |              |
| 10 april 1950 | Sevenum – RIOS*                 | 2 – 2            |              |
|               | Silvolde – Doesburg             | 3 – 0            |              |
| 10 april 1950 | Sittard – RKTSV                 | 6 – 1            |              |
|               | SJC – DHS*                      | 2 – 2            |              |
|               | Sliedrecht – Zwijndrecht        | 1 – 0            |              |
| 30 april 1950 | Sloterdijk – Stormvogels*       | 2 – 2            |              |
|               | SMV – KRVC                      | 3 – 0            |              |
|               | Spartaan '20 – VCS              | 2 – 1            |              |
|               | Spoorwegen – Voorburg           | 1 – 4            |              |
|               | Stadskanaal – Hoogezand         | 2 – 1            |              |
| 2 april 1950  | Steenbergen – EMM               | 1 – 0            |              |
| 10 april 1950 | Swift '36 – SC Irene            | 1 – 0            |              |
|               | Taxandria – SET                 | 1 – 0            |              |
|               | Texel – Alkmaarsche Boys        | 0 – 2            |              |
|               | The Rising Hope – Quick H       | 2 – 3            |              |
|               | Theole – CHRC                   | 2 – 1            |              |
|               | THOS – Drachten                 | 1 – 3            |              |
| 10 april 1950 | Tiglia – Thorn                  | 3 – 2            |              |
|               | TONEGIDO – Haastrecht           | 5 – 0**          |              |
|               | Tubantia – De Tubanters         | 0 – 5**          |              |
|               | Unitas – Excelsior              | 1 – 3            |              |
|               | Ursus – HION                    | 5 – 0**          |              |
|               | Veendam – HZC                   | 5 – 0**          |              |
|               | Veenendaal – SML                | 2 – 4            |              |
|               | Veloc – St. Michielsgestel      | 1 – 5            |              |
|               | Vlissingen – MOC '39            | 13 – 1           |              |
|               | VND                             | Trekt zich terug |              |
| 10 april 1950 | Volharding – WVVZ               | 2 – 3            |              |
|               | Vosta – Quick '20               | 1 – 7            |              |
|               | Vriendenschaar – RKAVIC         | 6 – 1            |              |
|               | VVA – Kinheim                   | 6 – 2            |              |
|               | VVO                             | Vrijgeloot       |              |
|               | VVOG – Watergraafsmeer*         | 3 – 3            |              |
|               | Warffum – Jubbega*              | 1 – 1            |              |
| 10 april 1950 | Waubachse Boys – RKVVH          | 5 – 1            |              |
|               | WAVV – Victoria Boys            | 0 – 2            |              |
|               | Wilhelmina – Baardwijk          | 1 – 0            |              |
| 10 april 1950 | Wilhelmina '08 – Gennep         | 4 – 1            |              |
|               | WSV '30 – Hollandia             | 0 – 4            |              |
|               | ZFC – Holland                   | 6 – 2            |              |
|               | Zierikzee – Goes                | 0 – 3            |              |
|               | Zilvermeeuwen – Volendam        | 0 – 4            |              |
|               | Zuidhorn – Noordster            | 1 – 2            |              |
|               | Zwartemeer – Houtigehage*       | 0 – 0            |              |

## 4e ronde
| Datum         | Wedstrijd                      | Uitslag | Scoreverloop |
| ------------- | ------------------------------ | ------- | ------------ |
| 7 mei 1950    | Achilles – Dierensche Boys     | 5 – 0** |              |
| 7 mei 1950    | Ajax – DOS                     | 0 – 5** |              |
| 7 mei 1950    | Alliance – Helmond             | 2 – 0   |              |
| 7 mei 1950    | Appingedam – Go Ahead          | 2 – 3   |              |
| 7 mei 1950    | Baronie – Rood Wit V           | 4 – 3   |              |
| 7 mei 1950    | Bleijerheide – RKTVV           | 3 – 1   |              |
| 7 mei 1950    | BNC – Olst                     | 0 – 5** |              |
| 7 mei 1950    | CEC – Rigtersbleek*            | 2 – 2   |              |
| 7 mei 1950    | CVV – Laakkwartier             | 3 – 0   |              |
| 7 mei 1950    | DCL – SMV*                     | 3 – 3   |              |
| 7 mei 1950    | De Spartaan – DVAV             | 5 – 1   |              |
| 7 mei 1950    | De Zouaven – Alcmaria Victrix  | 0 – 3   |              |
| 6 mei 1950    | DFC – De Volewijckers*         | 2 – 2   |              |
| 7 mei 1950    | DIO – DEM                      | 1 – 4   |              |
| 7 mei 1950    | Drachten – Bato*               | 0 – 0   |              |
| 7 mei 1950    | DSS – Emma                     | 5 – 0** |              |
| 7 mei 1950    | DTS – Stormvogels              | 1 – 9   |              |
| 7 mei 1950    | DWV – De Pionier               | 5 – 0** |              |
| 5 mei 1950    | EBOH – UVV                     | 0 – 1   |              |
| 7 mei 1950    | Ede – Heracles                 | 0 – 1   |              |
| 30 april 1950 | EDO – RFC                      | 2 – 1   |              |
| 7 mei 1950    | Eindhoven – Roermond           | 5 – 0   |              |
| 7 mei 1950    | Elinkwijk – DHS                | 6 – 0   |              |
| 7 mei 1950    | FCM – NOAD                     | 2 – 8   |              |
| 6 mei 1950    | Fortuna – Blauw-Wit            | 2 – 3   |              |
| 30 april 1950 | Frisia – Oosterparkers         | 2 – 4   |              |
| 7 mei 1950    | GFC – UDI                      | 2 – 3   |              |
| 3 mei 1950    | Haarlem – QSC                  | 4 – 0   |              |
| 7 mei 1950    | HBS – Alphen                   | 2 – 1   |              |
| 7 mei 1950    | Heksenberg – Taxandria         | 0 – 5   |              |
| 7 mei 1950    | Helden – Sittardsche Boys      | 1 – 5   |              |
| 7 mei 1950    | Helmondia – Gemert*            | 1 – 1   |              |
| 7 mei 1950    | Hermes DVS – Excelsior         | 1 – 3   |              |
| 7 mei 1950    | Hoek van Holland – Feijenoord* | 1 – 1   |              |
| 7 mei 1950    | Hollandia – SDW                | 3 – 1   |              |
| 7 mei 1950    | Houtigehage – Helios D         | 0 – 5** |              |
| 7 mei 1950    | HRC – ZAP                      | 1 – 3   |              |
| 7 mei 1950    | HSC – MSC                      | 3 – 2   |              |
| 7 mei 1950    | HVC – Xerxes*                  | 1 – 1   |              |
| 7 mei 1950    | Internos – Wilhelmina '08      | 3 – 1   |              |
| 7 mei 1950    | Jubbega – Friesland            | 3 – 2   |              |
| 7 mei 1950    | KBV – Alkmaarsche Boys*        | 1 – 1   |              |
| 30 april 1950 | Kerkrade – RIOS                | 3 – 2   |              |
| 7 mei 1950    | KFC – RKVVA                    | 7 – 0   |              |
| 7 mei 1950    | KHC – Doetinchem               | 3 – 4   |              |
| 7 mei 1950    | La Première – PJC              | 2 – 1   |              |
| 7 mei 1950    | Leerdam – GDA                  | 2 – 6   |              |
| 7 mei 1950    | Leeuwarden – Activia           | 3 – 1   |              |
| 7 mei 1950    | Lindenheuvel – Ons Vios        | 0 – 1   |              |
| 7 mei 1950    | Moordrecht – Spartaan '20      | 5 – 1   |              |
| 7 mei 1950    | MULO – Maurits                 | 4 – 3   |              |
| 7 mei 1950    | MVV – Roosendaal               | 3 – 1   |              |
| 7 mei 1950    | NAC – Groene Ster              | 1 – 3   |              |
| 7 mei 1950    | Neptunia – Silvolde            | 1 – 3   |              |
| 6 mei 1950    | Neptunus – Wit-Rood-Wit        | 2 – 0   |              |
| 7 mei 1950    | Nicator – Emmen                | 0 – 3   |              |
| 7 mei 1950    | Nijmegen – Roombeek            | 1 – 0   |              |
| 7 mei 1950    | Obbicht – Reusel Sport         | 0 – 5** |              |
| 7 mei 1950    | OJC – Miranda                  | 0 – 5** |              |
| 7 mei 1950    | Phenix – Aalten                | 5 – 1   |              |
| 7 mei 1950    | RAC – Corn Boys                | 3 – 0   |              |
| 7 mei 1950    | RBC – Goes                     | 5 – 0   |              |
| 7 mei 1950    | RCH – De Musschen              | 5 – 0   |              |
| 7 mei 1950    | RCS – Brabantia                | 0 – 1   |              |
| 7 mei 1950    | RKC – WVVZ*                    | 2 – 2   |              |
| 7 mei 1950    | RKHBS – SCB                    | 5 – 0** |              |
| 7 mei 1950    | RVW – AZC                      | 0 – 6   |              |
| 7 mei 1950    | SC Emma – Tiglia               | 2 – 3   |              |
| 7 mei 1950    | Scheveningen – DHC             | 1 – 2   |              |
| 7 mei 1950    | Schoonhoven – Overmaas*        | 2 – 2   |              |
| 7 mei 1950    | Sittard – St. Michielsgestel   | 2 – 1   |              |
| 7 mei 1950    | SML – Quick N.*                | 1 – 1   |              |
| 7 mei 1950    | Sneek – Alexandria             | 5 – 0** |              |
| 7 mei 1950    | Sparta – DWS                   | 3 – 4   |              |
| 7 mei 1950    | Stadskanaal – Musselkanaal     | 5 – 0** |              |
| 7 mei 1950    | Standaard – Heerlen            | 0 – 5** |              |
| 7 mei 1950    | Steenbergen – PSV              | 1 – 10  |              |
| 30 april 1950 | Steenwijk – Noordster          | 0 – 1   |              |
| 7 mei 1950    | Theole – Hengelo               | 0 – 5** |              |
| 7 mei 1950    | TONEGIDO – Sliedrecht          | 2 – 1   |              |
| 7 mei 1950    | TOP – Chevremont               | 5 – 0** |              |
| 7 mei 1950    | TSC – Vlissingen               | 0 – 5** |              |
| 7 mei 1950    | UNA – RKBSV                    | 2 – 4   |              |
| 7 mei 1950    | Ursus – ADO                    | 1 – 2   |              |
| 7 mei 1950    | Varsseveld – Be Quick 1887     | 0 – 4   |              |
| 30 april 1950 | Veendam – Robur et Velocitas   | 2 – 3   |              |
| 7 mei 1950    | Velocitas – Eendracht*         | 1 – 1   |              |
| 7 mei 1950    | Velox – LFC                    | 5 – 2   |              |
| 7 mei 1950    | Victoria Boys – De Treffers*   | 0 – 0   |              |
| 7 mei 1950    | Voorburg – ODS                 | 5 – 0** |              |
| 7 mei 1950    | Vriendenschaar – NAS           | 6 – 2   |              |
| 7 mei 1950    | VSV – HBC                      | 4 – 0   |              |
| 7 mei 1950    | VUC – TOG                      | 0 – 3   |              |
| 7 mei 1950    | VVA – Quick H                  | 1 – 2   |              |
| 7 mei 1950    | VVE – Baarn                    | 1 – 3   |              |
| 7 mei 1950    | VVH '16 – DESK*                | 0 – 0   |              |
| 7 mei 1950    | VVO – Quick '20                | 1 – 2   |              |
| 7 mei 1950    | VVV – Waubachse Boys*          | 3 – 3   |              |
| 7 mei 1950    | Wageningen – De Tubanters      | 5 – 0   |              |
| 7 mei 1950    | Watergraafsmeer – Volendam     | 2 – 3   |              |
| 7 mei 1950    | West-Frisia – 't Gooi          | 4 – 0   |              |
| 7 mei 1950    | WFC – Vitesse '22              | 2 – 1   |              |
| 7 mei 1950    | Wilhelmina – Limburgia         | 5 – 0** |              |
| 7 mei 1950    | Willem II – Swift '36          | 4 – 1   |              |
| 30 april 1950 | Woensel – Juliana              | 3 – 4   |              |
| 7 mei 1950    | Zeeburgia – OVVO               | 0 – 5** |              |
| 30 april 1950 | Zeelandia – LONGA              | 0 – 6   |              |
| 7 mei 1950    | ZFC – SVV                      | 1 – 0   |              |
| 7 mei 1950    | Zuidbroek – GVAV               | 2 – 7   |              |

## 5e ronde
| Datum       | Wedstrijd                       | Uitslag    | Scoreverloop |
| ----------- | ------------------------------- | ---------- | ------------ |
| 14 mei 1950 | ADO – DWS                       | 0 – 1      |              |
| 14 mei 1950 | Alcmaria Victrix – EDO          | 0 – 5**    |              |
| 14 mei 1950 | Alkmaarsche Boys – Elinkwijk*   | 3 – 3      |              |
| 14 mei 1950 | Alliance – Miranda              | 5 – 0**    |              |
| 14 mei 1950 | Baarn – WFC                     | 3 – 2      |              |
| 14 mei 1950 | Be Quick 1887 – AZC             | 0 – 5**    |              |
| 14 mei 1950 | Bleijerheide – TOP              | 5 – 1      |              |
| 14 mei 1950 | De Spartaan – Hollandia         | 2 – 0      |              |
| 14 mei 1950 | De Treffers – Bato              | 4 – 1      |              |
| 14 mei 1950 | De Volewijckers – TOG           | 3 – 0      |              |
| 14 mei 1950 | DEM – Vriendenschaar            | 4 – 3      |              |
| 14 mei 1950 | DESK – NOAD                     | 2 – 1      |              |
| 14 mei 1950 | DSS – DHC                       | 0 – 10     |              |
| 14 mei 1950 | Eendracht – Jubbega             | 2 – 1      |              |
| 14 mei 1950 | Emmen – Oosterparkers           | 2 – 1      |              |
| 14 mei 1950 | Excelsior – HBS                 | 2 – 1      |              |
| 14 mei 1950 | Feijenoord – Haarlem            | 1 – 9      |              |
| 14 mei 1950 | Gemert – RBC                    | 1 – 3      |              |
| 14 mei 1950 | Go Ahead – Quick '20            | 5 – 0      |              |
| 14 mei 1950 | Groene Ster – PSV*              | 1 – 1      |              |
| 14 mei 1950 | Heerlen – Ons Vios              | 5 – 0**    |              |
| 14 mei 1950 | Helios D – Noordster            | 5 – 0      |              |
| 14 mei 1950 | Heracles – GVAV                 | 7 – 1      |              |
| 14 mei 1950 | KFC – OVVO                      | 2 – 1      |              |
| 14 mei 1950 | La Première – Doetinchem        | 3 – 1      |              |
| 14 mei 1950 | Leeuwarden – Quick N.           | 2 – 0      |              |
| 14 mei 1950 | Moordrecht – Blauw-Wit          | 1 – 3      |              |
| 14 mei 1950 | MULO – Reusel Sport             | 5 – 0**    |              |
| 14 mei 1950 | Neptunus – UVV                  | 0 – 7      |              |
| 14 mei 1950 | Nijmegen – Hengelo              | 1 – 7      |              |
| 14 mei 1950 | Olst – Silvolde                 | 1 – 4      |              |
| 14 mei 1950 | Overmaas – RCH                  | 3 – 2      |              |
| 13 mei 1950 | Quick H – Stormvogels           | 2 – 1      |              |
| 14 mei 1950 | RAC – Juliana*                  | 1 – 1      |              |
| 14 mei 1950 | Rigtersbleek – Phenix           | 6 – 2      |              |
| 14 mei 1950 | RKBSV – Sittard                 | 1 – 2      |              |
| 14 mei 1950 | RKHBS – Kerkrade                | 2 – 1      |              |
| 14 mei 1950 | SMV – GDA                       | 1 – 4      |              |
| 14 mei 1950 | Sneek – HSC                     | 7 – 1      |              |
|             | Stadskanaal                     | Vrijgeloot |              |
| 14 mei 1950 | Taxandria – LONGA*              | 0 – 0      |              |
| 14 mei 1950 | Tiglia – Brabantia*             | 0 – 0      |              |
| 14 mei 1950 | TONEGIDO – CVV                  | 1 – 4      |              |
| 14 mei 1950 | UDI – Achilles                  | 2 – 4      |              |
| 14 mei 1950 | Velox – Voorburg                | 1 – 2      |              |
| 14 mei 1950 | Vlissingen – Baronie            | 5 – 0**    |              |
| 14 mei 1950 | Volendam – ZAP                  | 7 – 0      |              |
| 14 mei 1950 | Wageningen – Robur et Velocitas | 4 – 1      |              |
| 14 mei 1950 | Waubachse Boys – MVV*           | 0 – 0      |              |
| 14 mei 1950 | West-Frisia – DWV               | 5 – 1      |              |
| 14 mei 1950 | Wilhelmina – Sittardsche Boys   | 3 – 4      |              |
| 14 mei 1950 | Willem II – Eindhoven           | 3 – 1      |              |
| 14 mei 1950 | WVVZ – Internos                 | 1 – 2      |              |
| 14 mei 1950 | Xerxes – VSV*                   | 2 – 2      |              |
| 14 mei 1950 | ZFC – DOS                       | 0 – 1      |              |

## Tussenronde
| Datum       | Wedstrijd                    | Uitslag | Scoreverloop |
| ----------- | ---------------------------- | ------- | ------------ |
| 18 mei 1950 | Baarn – Voorburg             | 5 – 0   |              |
| 18 mei 1950 | De Volewijckers – Elinkwijk* | 2 – 2   |              |
| 18 mei 1950 | DESK – Sittardsche Boys      | 3 – 1   |              |
| 18 mei 1950 | DOS – DEM                    | 3 – 1   |              |
| 18 mei 1950 | DWS – Excelsior*             | 2 – 2   |              |
| 18 mei 1950 | Eendracht – Achilles         | 1 – 5   |              |
| 18 mei 1950 | GDA – DHC                    | 0 – 2   |              |
| 18 mei 1950 | Go Ahead – Sneek             | 1 – 2   |              |
| 18 mei 1950 | Heerlen – MVV                | 0 – 5   |              |
| 18 mei 1950 | Hengelo – Stadskanaal        | 8 – 0   |              |
| 18 mei 1950 | Internos – RKHBS             | 2 – 1   |              |
| 18 mei 1950 | Juliana – Sittard            | 2 – 1   |              |
| 18 mei 1950 | KFC – De Spartaan            | 2 – 3   |              |
| 18 mei 1950 | Leeuwarden – Emmen           | 3 – 4   |              |
| 18 mei 1950 | MULO – Brabantia             | 0 – 6   |              |
| 18 mei 1950 | Rigtersbleek – La Première*  | 2 – 2   |              |
| 18 mei 1950 | Silvolde – Helios D          | 3 – 1   |              |
| 18 mei 1950 | UVV – Quick H                | 6 – 0   |              |
| 18 mei 1950 | Vlissingen – LONGA           | 3 – 4   |              |
| 18 mei 1950 | VSV – Haarlem                | 4 – 6   |              |
| 18 mei 1950 | Wageningen – De Treffers     | 5 – 0   |              |
| 18 mei 1950 | West-Frisia – Volendam       | 3 – 2   |              |
| 20 mei 1950 | Willem II – Alliance         | 4 – 0   |              |

## 6e ronde
| Datum       | Wedstrijd                | Uitslag | Scoreverloop |
| ----------- | ------------------------ | ------- | ------------ |
| 21 mei 1950 | Achilles – Hengelo*      | 2 – 2   |              |
| 21 mei 1950 | AZC – La Première        | 2 – 3   |              |
| 21 mei 1950 | Brabantia – Bleijerheide | 2 – 3   |              |
| 21 mei 1950 | CVV – Haarlem*           | 1 – 1   |              |
| 21 mei 1950 | De Spartaan – UVV        | 2 – 3   |              |
| 21 mei 1950 | DOS – EDO                | 2 – 3   |              |
| 21 mei 1950 | Elinkwijk – Baarn        | 0 – 2   |              |
| 21 mei 1950 | Emmen – Heracles*        | 2 – 2   |              |
| 21 mei 1950 | Juliana – Internos       | 1 – 0   |              |
| 21 mei 1950 | MVV – PSV*               | 2 – 2   |              |
| 21 mei 1950 | Overmaas – Excelsior     | 2 – 3   |              |
| 21 mei 1950 | RBC – Blauw-Wit          | 4 – 1   |              |
| 21 mei 1950 | Silvolde – Sneek         | 1 – 2   |              |
| 21 mei 1950 | Wageningen – DESK        | 4 – 0   |              |
| 21 mei 1950 | West-Frisia – DHC*       | 3 – 3   |              |
| 21 mei 1950 | Willem II – LONGA        | 1 – 3   |              |

## 7e ronde
| Datum       | Wedstrijd               | Uitslag | Scoreverloop |
| ----------- | ----------------------- | ------- | ------------ |
| 29 mei 1950 | DHC – RBC               | 4 – 2   |              |
| 29 mei 1950 | EDO – PSV               | 0 – 4   |              |
| 29 mei 1950 | Haarlem – Heracles      | 4 – 0   |              |
| 29 mei 1950 | Hengelo – Bleijerheide* | 0 – 0   |              |
| 29 mei 1950 | Juliana – Baarn         | 2 – 0   |              |
| 29 mei 1950 | LONGA – Excelsior*      | 2 – 2   |              |
| 29 mei 1950 | Sneek – La Première     | 4 – 2   |              |
| 29 mei 1950 | UVV – Wageningen        | 2 – 1   |              |

## Kwartfinale
| Datum       | Wedstrijd                   | Uitslag | Scoreverloop |
| ----------- | --------------------------- | ------- | ------------ |
| 4 juni 1950 | Excelsior – VV Bleijerheide | 3 – 1   |              |
| 4 juni 1950 | PSV – Juliana               | 1 – 0   |              |
| 4 juni 1950 | Sneek – HFC Haarlem         | 0 – 8   |              |
| 4 juni 1950 | UVV – DHC                   | 0 – 1   |              |

## Halve finale
| Datum                              | Wedstrijd         | Uitslag                   | Scoreverloop                                                  |
| ---------------------------------- | ----------------- | ------------------------- | ------------------------------------------------------------- |
| 10 juni 1950 Den Haag, terrein VUC | DHC – HFC Haarlem | 1 – 2 (1 – 1)             | 1' Kick Smit 0-1, 43' Henk Nieuwpoort 1-1, 75' Wim Roosen 1-2 |
| 11 juni 1950 Breda, terrein NAC    | PSV – Excelsior   | 2 – 1 (1 – 1, 0 – 0) n.v. | 65' Jan Bijen 1-0, 80' Aad Bak 1-1, 99' Harry van Elderen 2-1 |

## Finale
|                                |                                                                |                            |                                                |                                                                             |
| 24 juni 1950 Finale KNVB Beker | PSV                                                            | 4 – 3 n.v. (3 – 3) (2 – 1) | HFC Haarlem                                    | Stadion Feijenoord, Rotterdam Toeschouwers: 12.000 Scheidsrechter: De Bruyn |
| 24 juni 1950 Finale KNVB Beker | 30' Jan Bijen 43' Piet Fransen 80' Piet Fransen 100' Jan Bijen |                            | 25' Kick Smit 70' Louis Pastoor 73' Wim Roosen | Stadion Feijenoord, Rotterdam Toeschouwers: 12.000 Scheidsrechter: De Bruyn |

| KNVB Beker 1949/50 |
| ------------------ |
| PSV 1ste titel     |

Seizoenen: 1898/99 · 1899/00 · 1900/01 · 1901/02 · 1902/03 · 1903/04 · 1904/05 · 1905/06 · 1906/07 · 1907/08 · 1908/09 · 1909/10 · 1910/11 · 1911/12 · 1912/13 · 1913/14 · 1914/15 · 1915/16 · 1916/17 · 1917/18 · 1918/19 · 1919/20 · 1920/21 · 1921/22 · 1922/23 · 1923/24 · 1925 · 1925/26 · 1926/27 · 1927/28 · 1928/29 · 1929/30 · 1930/31 · 1931/32 · 1932/33 · 1933/34 · 1934/35 · 1935/36 · 1936/37 · 1937/38 · 1938/39 · 1939/40 · 1940/41 · 1941/42 · 1942/43 · 1943/44 · 1944/45 · 1945/46 · 1946/47 · 1947/48 · 1948/49 · 1949/50 · 1950/51 · 1951/52 · 1952/53 · 1953/54 · 1954/55 · 1955/56 · 1956/57 · 1957/58 · 1958/59 · 1959/60 · 1960/61 · 1961/62 · 1962/63 · 1963/64 · 1964/65 · 1965/66 · 1966/67 · 1967/68 · 1968/69 · 1969/70 · 1970/71 · 1971/72 · 1972/73 · 1973/74 · 1974/75 · 1975/76 · 1976/77 · 1977/78 · 1978/79 · 1979/80 · 1980/81 · 1981/82 · 1982/83 · 1983/84 · 1984/85 · 1985/86 · 1986/87 · 1987/88 · 1988/89 · 1989/90 · 1990/91 · 1991/92 · 1992/93 · 1993/94 · 1994/95 · 1995/96 · 1996/97 · 1997/98 · 1998/99 · 1999/00 · 2000/01 · 2001/02 · 2002/03 · 2003/04 · 2004/05 · 2005/06 · 2006/07 · 2007/08 · 2008/09 · 2009/10 · 2010/11 · 2011/12 · 2012/13 · 2013/14 · 2014/15 · 2015/16 · 2016/17 · 2017/18 · 2018/19 · 2019/20 · 2020/21 · 2021/22 · 2022/23 · 2023/24 · 2024/25
Finales: 2013 · 2014 · 2015 · 2016 · 2017 · 2018 · 2019 · 2020 · 2021 · 2022 · 2023 · 2024
Nederland: Eredivisie · Eerste divisie · Tweede divisie · Derde divisie/Topklasse · KNVB Beker
Europa: Champions League · Europa Cup I · Europa Cup II · Europa League · UEFA Cup · Jaarbeursstedenbeker · Intertoto Cup